# Серебротрикальций
Серебротрикальций — бинарное неорганическое соединение, интерметаллид
серебра и кальция
с формулой Ca3Ag,
кристаллы.

## Получение
- Сплавление стехиометрических количеств чистых веществ:

{\displaystyle {\mathsf {Ag+3Ca\ {\xrightarrow {490^{o}C}}\ AgCa_{3}}}}

## Физические свойства
Серебротрикальций образует кристаллы
ромбической сингонии, пространственная группа P nma, параметры ячейки a = 0,799 нм, b = 0,686 нм, c = 1,017 нм, Z = 4,
структура типа карбида трижелеза
.
Соединение конгруэнтно плавится при температуре 460 °C (484 °C)
или образуется по перитектической реакции при температуре 475 °C.